# 1267 Geertruida
1267 Geertruida è un asteroide della fascia principale del diametro medio di circa 23,41 km. Scoperto nel 1930, presenta un'orbita caratterizzata da un semiasse maggiore pari a 2,4676332 UA e da un'eccentricità di 0,1801470, inclinata di 4,78606° rispetto all'eclittica.
Il suo nome è in onore della sorella dell'astronomo tedesco Gerrit Pels.